# Filz-Alpenscharte
Die Filz-Alpenscharte (Saussurea discolor), auch Zweifarbige Alpenscharte oder  Weißfilzige Alpenscharte genannt, ist eine Pflanzenart aus der Gattung Alpenscharten (Saussurea) innerhalb der Familie der Korbblütler (Asteraceae). Sie ist in den Gebirgen Europas verbreitet.

## Beschreibung

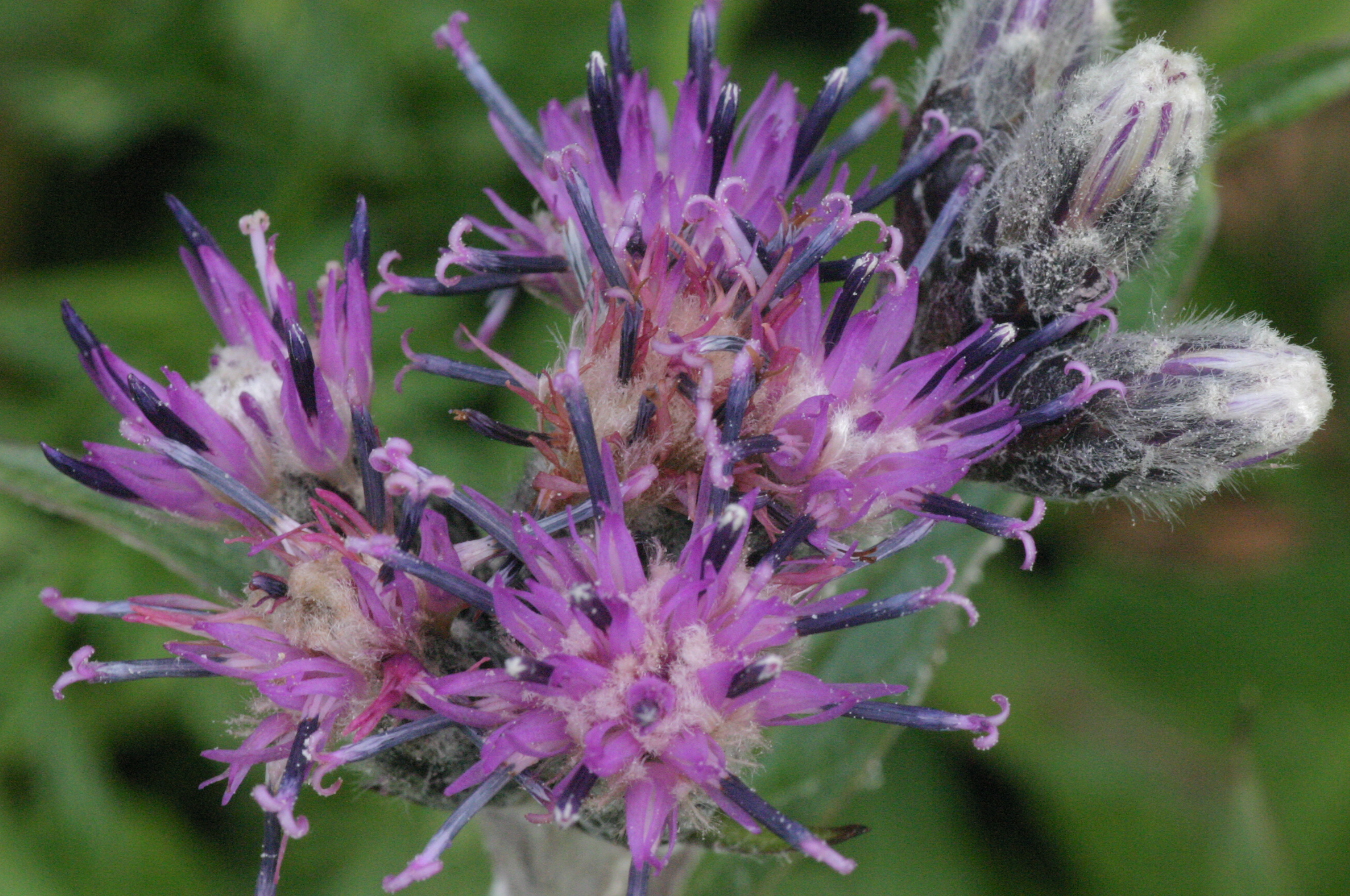
Blütenkörbchen mit Röhrenblüten

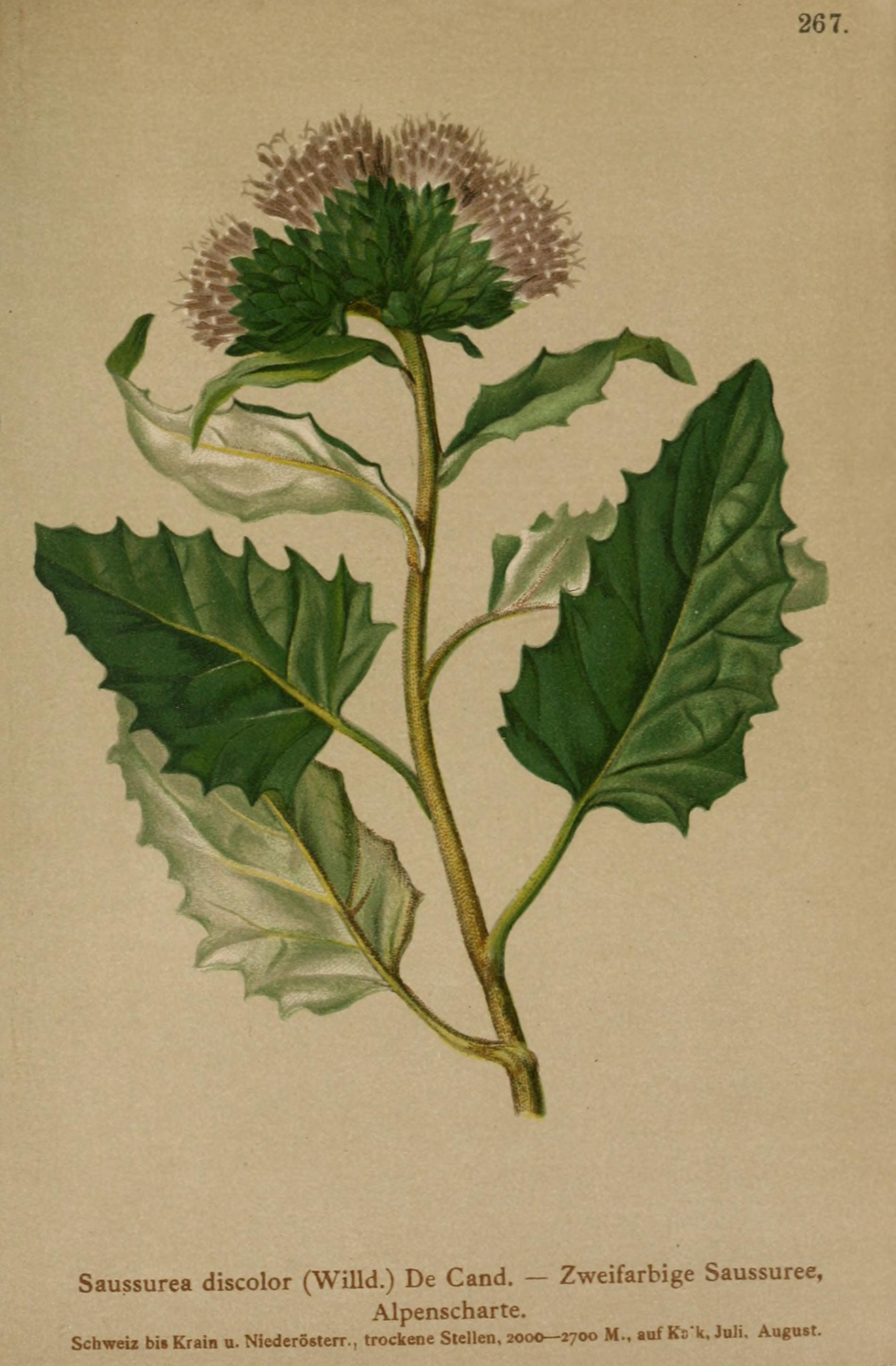
Illustration aus Atlas der Alpenflora, Tafel 267

### Vegetative Merkmale
Das Filz-Alpenscharte wächst als ausdauernde krautige Pflanze, die Wuchshöhen von etwa 10 bis 35 Zentimetern erreicht. Sie besitzt einen walzenförmigen, beschuppten schwarzen Wurzelstock. Der aufrechte Stängel ist filzig behaart.
Die grundständig und wechselständig im unteren Bereich reichlicher, im oberen spärlich am Stängel angeordneten Laubblätter sind meist gestielt. Der Blattstiel ist nicht geflügelt. Die Blattspreiten der untersten Laubblätter sind einfach, bei einer Breite von 10 bis 60 Millimetern eiförmig oder eilanzettlich mit gestutzter oder leicht herzförmiger Spreitenbasis und unregelmäßig gezähntem Blattrand. Die Blattunterseite ist schneeweiß filzig behaart, kann aber auch kahl sein. Die Blattoberseite ist grün und schwach behaart. Die Blattspreiten der obersten Laubblätter sind linealisch-lanzettlich bis linealisch mit spitzem oberen Ende, ganzrandig, oberseits kahl und dunkelgrün.

### Generative Merkmale
Die Blütezeit reicht von Juli bis September. In einem endständigen schirmrispigen Gesamtblütenstand befinden sich meist drei bis acht (zwei bis zehn) körbchenförmige Teilblütenstände. Jedes Blütenkörbchen ist 12 bis 25 Millimeter lang. Die Korbhülle (Involucrum) ist eiförmig-walzlich. Die Hüllblätter sind eiförmig, die äußeren enden stumpf, die inneren sind schmäler mit zugespitztem oderen Ende und bräunlich-gelb, meist violett überlaufen, am oberen Ende rot und außen etwas wollig-flaumig behaart. Auf dem Korbboden sind Spreublättern vorhanden. Die Blütenkörbchen enthalten nur Röhrenblüten. Die stark duftenden, zwittrigen Röhrenblüten sind bräunlich-violett mit purpurfarbenem oberen Ende. Die schwarz-blauen Staubbeutel besitzen an ihrer Basis zwei Borsten.
Die Achänen sind 5 Millimeter lang, braun und kahl. Die äußeren Pappushaare sind ein- bis zweimal kürzer als die inneren.

## Vorkommen
Diese Gebirgspflanze kommt in den Alpen von den Savoyer Alpen bis zum Schneeberg sowie den Steiner Alpen und in den Karpaten vor. Es gibt Fundortangaben aus Frankreich, der Schweiz, Deutschland, Österreich, Italien, Slowenien, Kroatien, Bulgarien, Rumänien und der Ukraine.
Diese kalkliebende Pflanze gedeiht meist in Felsspalten, Felsschutt und steinigen, lückigen Rasen. Sie wächst meist auf sonnigen, frischen, meist kalkhaltigen, humosen steinigen Lehmböden. Sie ist eine Charakterart der Ordnung Seslerietalia (Blaugrashalden). Die Filz-Alpenscharte gedeiht in Bayern in Höhenlagen von 1800 bis 2080 Metern. In Tirol steigt sie bis in Höhenlagen von 2590 Metern, im Kanton Glarus bis 2300 Metern, im Kanton Wallis bis 2500 Metern und in Graubünden bis 2790 Metern auf.
Die ökologischen Zeigerwerte nach Landolt et al. 2010 sind in der Schweiz: Feuchtezahl F = 2 (mäßig trocken), Lichtzahl L = 4 (hell), Reaktionszahl R = 3 (schwach sauer bis neutral), Temperaturzahl T = 1+ (unter-alpin, supra-subalpin und ober-subalpin), Nährstoffzahl N = 2 (nährstoffarm), Kontinentalitätszahl K = 4 (subkontinental).

## Taxonomie
Die Erstveröffentlichung erfolgte 1753 als Varietät Serratula alpina var. lapatifolia durch Carl von Linné in Species Plantarum, Tomus II, S. 816 die Art eingestuft. Den Rang einer Art Serratula discolor hat sie 1803 durch Carl Ludwig Willdenow in Species Plantarum, 4. Auflage, Band 3 (3), S. 1641 erhalten. Die Neukombination zu Saussurea discolor (Willd.) DC. wurde 1810 durch Augustin-Pyrame de Candolle in Annales du Museum National d'Histoire Naturelle, Band 16, S. 199 veröffentlicht. Vorher schon hatte